# Новак Мићовић
Новак Мићовић (Београд, 25. октобар 2001) српски је фудбалски голман који тренутно наступа за Лос Анђелес галакси.

## Каријера
Мићовић је тренирао фудбал у Црвеној звезди и у млађим узрастима играо на месту задњег везног. Две године по преласку у Чукарички почео је да брани и на голманској позицији стасавао је до преласка у први тим. Пред почетак другог дела сезоне 2019/20. у Српској лиги Београда Мићовић је отишао на позајмицу у ИМТ. У том такмичењу бранио је на две утакмице, а са екипом је освојио и Куп Београда. Наставио је да брани за тај клуб и у Првој лиги Србије, до краја исте календарске године. У Суперлиги Србије дебитовао је почетком маја 2021. у минималном поразу Чукаричког на гостовању Напретку у Крушевцу. До краја сезоне бранио је још против Јавора у Ивањици. Следеће сезоне добио је нешто више прилика да брани, а усталио се након иностраног транфера Ђорђа Петровића. Убрзо након тога потписао је нови уговор с клубом у трајању од четири године. Последњег дана марта 2023. Мићовић је позајмљен екипи Лос Анђелес галаксија уз трајног опцију откупа уговора. Та опција је активирана на почетку 2024. године те је Мићовић потписао уговор с клубом.

## Репрезентација
Селектор млађе омладинске репрезентације, Иван Јевић, позвао је Мићовића у састав за пријатељску утакмицу против Италије у септембру 2018. Касније је стандардно наступао за ту селекцију. За омладинску репрезентацију, Мићовић је дебитовао на Меморијалном турниру „Стеван Ћеле Вилотић” наредне године. Редовно је бранио све до избијања пандемије ковида 19 услед које су такмичења обустављена. Репрезентација се поново окупила под вођством Милана Лешњака, у каснијем термину због промене календара, али је УЕФА потом отказала квалификациони циклус утакмица за Европско првенство и завршни турнир. За репрезентацију у узрасту до 20 година старости дебитовао је у минималној победи над Италијом, у септембру 2021. Био је и на списку младе репрезентације.

## Статистика

### Клупска
Ажурирано 3. марта 2024.
|                                    |          |                     |    |   |   |   |   |   |   |   |    |   |  |  |
| Чукарички                          | 2018/19. | Суперлига Србије    | 0  | 0 | 0 | 0 | — | — | — | — | 0  | 0 |  |  |
| Чукарички                          | 2019/20. | Суперлига Србије    | 0  | 0 | 0 | 0 | 0 | 0 | — | — | 0  | 0 |  |  |
|                                    |          |                     |    |   |   |   |   |   |   |   |    |   |  |  |
| ИМТ (позајмица)                    | 2019/20. | Српска лига Београд | 2  | 0 | — | — | — | — | — | — | 2  | 0 |  |  |
| ИМТ (позајмица)                    | 2020/21. | Прва лига Србије    | 11 | 0 | 2 | 0 | — | — | 1 | 0 | 14 | 0 |  |  |
| ИМТ (позајмица)                    | Укупно   | Укупно              | 13 | 0 | 2 | 0 | — | — | 1 | 0 | 16 | 0 |  |  |
|                                    |          |                     |    |   |   |   |   |   |   |   |    |   |  |  |
| Чукарички                          | 2020/21. | Суперлига Србије    | 2  | 0 | — | — | — | — | — | — | 2  | 0 |  |  |
| Чукарички                          | 2021/22. | Суперлига Србије    | 14 | 0 | 1 | 0 | 0 | 0 | — | — | 15 | 0 |  |  |
| Чукарички                          | 2022/23. | Суперлига Србије    | 14 | 0 | 2 | 0 | 3 | 0 | — | — | 19 | 0 |  |  |
| Чукарички                          | Укупно   | Укупно              | 30 | 0 | 3 | 0 | 3 | 0 | — | — | 36 | 0 |  |  |
|                                    |          |                     |    |   |   |   |   |   |   |   |    |   |  |  |
| Лос Анђелес галакси II (позајмица) | 2023.    | МЛС Некст про       | 5  | 0 | — | — | — | — | — | — | 5  | 0 |  |  |
|                                    |          |                     |    |   |   |   |   |   |   |   |    |   |  |  |
| Лос Анђелес галакси (позајмица)    | 2023.    | МЛС                 | 2  | 0 | 0 | 0 | 2 | 0 | — | — | 4  | 0 |  |  |
| Лос Анђелес галакси                | 2024.    | МЛС                 | 0  | 0 | 0 | 0 | — | — | — | — | 0  | 0 |  |  |
| Лос Анђелес галакси                | Укупно   | Укупно              | 2  | 0 | 0 | 0 | 2 | 0 | — | — | 4  | 0 |  |  |
|                                    |          |                     |    |   |   |   |   |   |   |   |    |   |  |  |
| Каријера                           | Каријера | Каријера            | 50 | 0 | 5 | 0 | 5 | 0 | 1 | 0 | 61 | 0 |  |  |
|                                    |          |                     |    |   |   |   |   |   |   |   |    |   |  |  |

### Утакмице у дресу репрезентације
| Репрезентација Србије у узрасту до 18 година старости | Репрезентација Србије у узрасту до 18 година старости | Репрезентација Србије у узрасту до 18 година старости | Репрезентација Србије у узрасту до 18 година старости | Репрезентација Србије у узрасту до 18 година старости | Репрезентација Србије у узрасту до 18 година старости | Репрезентација Србије у узрасту до 18 година старости | Репрезентација Србије у узрасту до 18 година старости | Репрезентација Србије у узрасту до 18 година старости | Репрезентација Србије у узрасту до 18 година старости |
| #                                                     | Датум                                                 | Такмичење                                             | Локација                                              | Домаћин                                               | Резултат                                              | Гост                                                  | Гол                                                   | Реф.                                                  |                                                       |
| ----------------------------------------------------- | ----------------------------------------------------- | ----------------------------------------------------- | ----------------------------------------------------- | ----------------------------------------------------- | ----------------------------------------------------- | ----------------------------------------------------- | ----------------------------------------------------- | ----------------------------------------------------- | ----------------------------------------------------- |
| 1.                                                    | 7. септембар 2018.                                    | Пријатељска утакмица                                  | Стадион у Горњој Вароши, Земун                        | Србија                                                | 0 : 2                                                 | Италија                                               |                                                       | [ 36 ]                                                |                                                       |
| 2.                                                    | 7. септембар 2018.                                    | Пријатељска утакмица                                  | Стадион ФК Радник, Сурдулица                          | Србија                                                | 2 : 0                                                 | Северна Македонија                                    |                                                       | [ 37 ]                                                |                                                       |
| 3.                                                    | 9. децембар 2018.                                     | Међународни турнир у Израелу                          | Стадион у Шефaиму                                     | Израел                                                | 2 : 1                                                 | Србија                                                |                                                       | [ 38 ]                                                |                                                       |
| 4.                                                    | 11. децембар 2018.                                    | Међународни турнир у Израелу                          | Шефајим, Израел                                       | Србија                                                | 1 : 1                                                 | Немачка                                               |                                                       | [ 39 ]                                                |                                                       |
| 5.                                                    | 18. април 2019.                                       | Пријатељска утакмица                                  | Тренинг центaр ФС БиХ, Зеница                         | Босна и Херцеговина                                   | 1 : 2                                                 | Србија                                                |                                                       | [ 40 ]                                                |                                                       |
| 5                                                     | Укупан број утакмица и постигнутих погодака           | Укупан број утакмица и постигнутих погодака           | Укупан број утакмица и постигнутих погодака           | Укупан број утакмица и постигнутих погодака           | Укупан број утакмица и постигнутих погодака           | Укупан број утакмица и постигнутих погодака           | Укупан број утакмица и постигнутих погодака           |                                                       |                                                       |

| Репрезентација Србије у узрасту до 19 година старости | Репрезентација Србије у узрасту до 19 година старости | Репрезентација Србије у узрасту до 19 година старости | Репрезентација Србије у узрасту до 19 година старости | Репрезентација Србије у узрасту до 19 година старости | Репрезентација Србије у узрасту до 19 година старости | Репрезентација Србије у узрасту до 19 година старости | Репрезентација Србије у узрасту до 19 година старости | Репрезентација Србије у узрасту до 19 година старости | Репрезентација Србије у узрасту до 19 година старости |
| #                                                     | Датум                                                 | Такмичење                                             | Локација                                              | Домаћин                                               | Резултат                                              | Гост                                                  | Гол                                                   | Реф.                                                  |                                                       |
| ----------------------------------------------------- | ----------------------------------------------------- | ----------------------------------------------------- | ----------------------------------------------------- | ----------------------------------------------------- | ----------------------------------------------------- | ----------------------------------------------------- | ----------------------------------------------------- | ----------------------------------------------------- | ----------------------------------------------------- |
| 1.                                                    | 6. септембар 2019.                                    | Меморијални турнир „Стеван Вилотић Ћеле”              | Градски стадион, Суботица                             | Србија                                                | 3 : 0                                                 | Израел                                                |                                                       | [ 41 ]                                                |                                                       |
| 2.                                                    | 8. септембар 2019.                                    | Меморијални турнир „Стеван Вилотић Ћеле”              | Градски стадион, Сента                                | Србија                                                | 3 : 3                                                 | Мађарска                                              |                                                       | [ 42 ]                                                |                                                       |
| 3.                                                    | 10. септембар 2019.                                   | Меморијални турнир „Стеван Вилотић Ћеле”              | Градски стадион, Суботица                             | Србија                                                | 2 : 0                                                 | Црна Гора                                             |                                                       | [ 43 ]                                                |                                                       |
| 4.                                                    | 8. октобар 2019.                                      | Квалификације за Европско првенство                   | Стадион Чукаричког, Баново брдо                       | Румунија                                              | 1 : 1                                                 | Србија                                                |                                                       | [ 44 ]                                                |                                                       |
| 5.                                                    | 14. октобар 2019.                                     | Квалификације за Европско првенство                   | Кућа фудбала, Стара Пазова                            | Србија                                                | 0 : 4                                                 | Шпанија                                               |                                                       | [ 45 ]                                                |                                                       |
| 6.                                                    | 10. март 2020.                                        | Пријатељска утакмица                                  | Кућа фудбала, Стара Пазова                            | Србија                                                | 3 : 0                                                 | Бугарска                                              |                                                       | [ 46 ]                                                |                                                       |
| 7.                                                    | 12. март 2020.                                        | Пријатељска утакмица                                  | Кућа фудбала, Стара Пазова                            | Србија                                                | 2 : 0                                                 | Бугарска                                              |                                                       | [ 47 ]                                                |                                                       |
| 7                                                     | Укупан број утакмица и постигнутих погодака           | Укупан број утакмица и постигнутих погодака           | Укупан број утакмица и постигнутих погодака           | Укупан број утакмица и постигнутих погодака           | Укупан број утакмица и постигнутих погодака           | Укупан број утакмица и постигнутих погодака           | 0                                                     |                                                       |                                                       |

| Репрезентација Србије у узрасту до 20 година старости | Репрезентација Србије у узрасту до 20 година старости | Репрезентација Србије у узрасту до 20 година старости | Репрезентација Србије у узрасту до 20 година старости | Репрезентација Србије у узрасту до 20 година старости | Репрезентација Србије у узрасту до 20 година старости | Репрезентација Србије у узрасту до 20 година старости | Репрезентација Србије у узрасту до 20 година старости | Репрезентација Србије у узрасту до 20 година старости | Репрезентација Србије у узрасту до 20 година старости |
| #                                                     | Датум                                                 | Такмичење                                             | Локација                                              | Домаћин                                               | Резултат                                              | Гост                                                  | Гол                                                   | Реф.                                                  |                                                       |
| ----------------------------------------------------- | ----------------------------------------------------- | ----------------------------------------------------- | ----------------------------------------------------- | ----------------------------------------------------- | ----------------------------------------------------- | ----------------------------------------------------- | ----------------------------------------------------- | ----------------------------------------------------- | ----------------------------------------------------- |
| 1.                                                    | 6. септембар 2021.                                    | Пријатељска утакмица                                  | Стадион Теофило Патини, Кастел ди Сангро              | Италија                                               | 0 : 1                                                 | Србија                                                |                                                       | [ 24 ]                                                |                                                       |
| 1                                                     | Укупан број утакмица и постигнутих погодака           | Укупан број утакмица и постигнутих погодака           | Укупан број утакмица и постигнутих погодака           | Укупан број утакмица и постигнутих погодака           | Укупан број утакмица и постигнутих погодака           | Укупан број утакмица и постигнутих погодака           | 0                                                     |                                                       |                                                       |

## Трофеји и награде
ИМТ
- Српска лига Београд : 2019/20.[а]
- Куп Београда у фудбалу : 2020.[10]